# Yokosuka
Yokosuka (japanisch 横須賀市, -shi) ist eine Großstadt in Japan, die in der Präfektur Kanagawa liegt.

## Geographie
Die Stadt liegt an der Mündung der Bucht von Tokio auf der Miura-Halbinsel an der Sagami-Bucht. Ein Kilometer östlich vor der Küste liegt die Insel Sarushima, die die größte natürliche Insel der Bucht ist. Größte Insel ist Azuma-shima, die bis vor dem Kanalbau 1889 die Hakozaki-Halbinsel war.

## Geschichte
1063 errichtete Muraoka Tamemichi die Burg Kinugasa an dem Ort der heute Yokosuka ist. Später nahm er den Namen Miura an. Die Burg fiel 1187 in der Schlacht von Kinugasa in der auch Miura Ōsuke Yoshiaki starb.
Hōjō Tokiyori besiegte 1247 die Miura, aber Mitglieder der Sawara-Familie übernahmen diesen Familiennamen und verbündeten sich mit den Hōjō.
Ab 1253 lehrte Nichiren in dieser Gegend.
1518 wurden die Miura auf der Burg Arai durch einen Angriff Hōjō Sōuns ausgelöscht.
1590 übernahm Tokugawa Ieyasu auf Geheiß von Toyotomi Hideyoshi die Kontrolle über die Kantō-Region, einschließlich Yokosuka.

William Adams (1564–1620)

Der Abenteurer William Adams erreichte 1600 an Bord der Liefde Uraga und betrat als erster Brite Japan. 1612 wurden ihm wegen seiner Dienste für den Shōgun der Titel eines Samurais und ein Lehen in Hemi gegeben, das heute innerhalb der Stadtgrenzen Yokosukas liegt. Ein Denkmal für Adams ist heute immer noch in Yokosuka sichtbar.
1720 richtete das Tokugawa-Shogunat in Uraga eine Magistratur (浦賀奉行所 Uraga bugyōsho) ein. Um die Bucht von Edo, die heutige Bucht von Tokio, zu verteidigen wurde 1842 bei Ōtsu ein Außenposten aufgebaut.
1853 erreichte der US-Seeoffizier Matthew Perry mit seinen Schwarzen Schiffen die Bucht von Tokio und landete in der Nähe des heutigen Yokosukas an.
1865 wurde die Eisengießerei Yokosuka errichtet. Der französische Ingenieur Léonce Verny verbrachte die nächsten zehn Jahre mit der Beaufsichtigung der Schiffsbaueinrichtungen.
Im Stadtteil Uraga wurde die erste moderne Werft Japans mit einem Trockendock in Ziegelbauweise errichtet. Die Konstruktion der Werft war ein zentraler Punkt einer allumfassenden, modernen Infrastruktur zur Modernisierung der japanischen Industrie. Später folgten andere moderne Bauten wie der Hashirimizu-Kanal, Gießereien, Ziegelbrennereien und Schulen zur Ausbildung japanischer Techniker.
1876 wurden die Dörfer Uraga und Yokosuka zur Gemeinde Yokosuka zusammengeschlossen, die 1907 mit der Gemeinde Toshima zur Stadt Yokosuka zusammengeschlossen wurde.
Yokosuka wurde eine der Hauptwerften der kaiserlich japanischen Marine, in der Schlachtschiffe wie die Yamashiro und Flugzeugträger wie die Hiryū und Shōkaku gebaut wurden. Des Weiteren wurden hier Marineflugzeuge konstruiert.
1923 wurde die Mikasa als Museumsschiff aufgestellt. Es ist der einzige erhaltene Vorläufer der Dreadnought-Schlachtschiffe, ein Einheitslinienschiff.
Zwischen 1938 und 1945 wurden mehr als 260 Höhlen in mehr als 20 separaten Tunnelnetzwerken unter der gesamten Flottenbasis gebaut. Die bekannte Größe dieser Netzwerke beträgt 27 km und viele weitere sind in Yokosuka und der Umgebung verteilt. Während des Krieges dienten diese Tunnel zur Arbeit an Geheimprojekten und als Luftschutzbunker. Unter den Einrichtungen in den Tunneln waren ein Krankenhaus mit 500 Betten, ein Kraftwerk, eine Fabrik für Mini-U-Boote und ein Lager. Das in den Tunneln lebende Personal betrug 800 Personen. Dass jede Marineeinrichtung ihre eigenen Tunnel graben musste, trug zur unorganisierten Errichtung des Tunnelsystems bei. 1992 wurden alle bekannten Tunnel begutachtet und alle bis auf 3, die weiterhin genutzt werden, aus Sicherheitsgründen versiegelt.
Heute ist die mehrere Quadratkilometer große Basis, die die größte ihrer Art in Japan ist, aufgeteilt in die US-amerikanische Marinebasis (Commander Fleet Activities Yokosuka, im Wesentlichen die kompletten Stadtteile Tomarichō, Kusugaurachō und Hakozakichō), die Hauptquartier der United States Seventh Fleet ist, und der kleineren JMSDF Yokosuka Naval Base der Japanischen Maritimen Selbstverteidigungsstreitkräfte, die sich südwestlich davon entlang der Küste erstreckt.

## Sehenswürdigkeiten
- Museumsschiff Mikasa

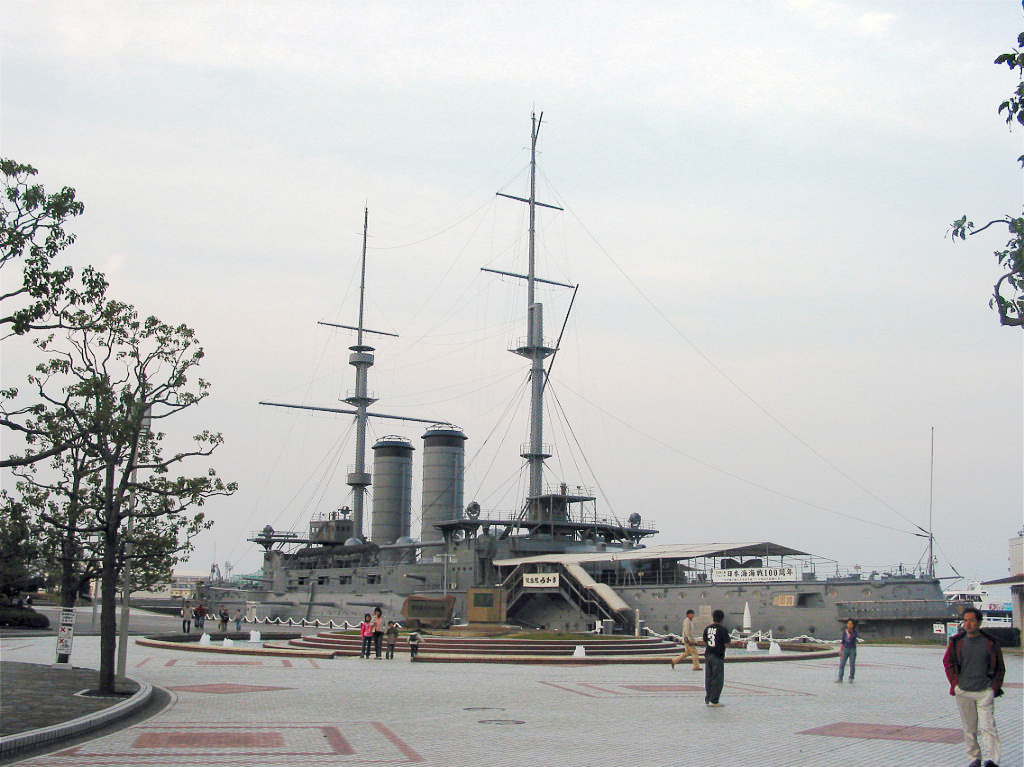
Museumsschiff Mikasa

- Der Flugzeugträger Ronald Reagan hat hier seinen Heimathafen
- Perry-Park
- Dobuita-Gasse
- Sarushima mit Festungsanlagen

## Verkehr
- Straße:
  - Nationalstraße 16, Richtung Hachiōji, Saitama und Chiba
  - Nationalstraße 134, Richtung Ōiso
- Zug:
  - JR Yokosuka-Linie, Richtung Tokio und Chiba
  - Keikyu-Linie, Richtung Yokohama und Shinagawa
- Schifflinie durch die Bucht von Tokio nach Kisarazu

## Städtepartnerschaften
- Corpus Christi, Vereinigte Staaten, seit 18. Oktober 1962
- Brest, Frankreich, seit 26. November 1970
- Fremantle, Australien, seit 25. April 1979
- Gillingham, Vereinigtes Königreich, seit 26. August 1998
- Aizu-Wakamatsu, Japan, seit 17. April 2005

## Angrenzende Städte und Gemeinden
- Yokohama
- Zushi
- Miura
- Hayama

## Söhne und Töchter der Stadt
- Akira Ishikawa (1934–2002), Jazz-Schlagzeuger
- Jun’ichirō Koizumi (* 1942), 87., 88. und 89. Premierminister von Japan von 2001 bis 2006
- Hitoshi Ashinano (* 1963), Mangaka
- Rieko Kodama (1963–2022), japanische Videospielkünstlerin
- Hideto Matsumoto (1964–1998), Gitarrist der Band X Japan
- Rika Ishikawa, Sängerin
- Shinjirō Koizumi (* 1981), Politiker
- Tomoyasu Naitō (* 1986), Fußballspieler
- Hiromi Takahari (* 1987), Hochspringer
- Yūto Ono (* 1991), Fußballspieler
- Hiroki Tanaka (* 1991), Fußballspieler
- Yūji Ono (* 1992), Fußballspieler
- Andrew Kumagai (* 1993), Fußballspieler
- Asahi Ishiwata (* 1996), Fußballspieler
- Makoto Kawanishi (* 1996), Fußballspieler
- Naoki Maeda (* 1996), Fußballspieler
- Hayate Nagakura (* 1996), Fußballspieler
- Hotaka Nakamura (* 1997), Fußballspieler
- Ayumu Sasaki (* 2000), Motorradrennfahrer
- Yūshi Yamaya (* 2000), Fußballspieler
- Anrie Chase (* 2004), Fußballspieler

## Sonstiges
Yokosuka ist Schauplatz des bekannten Sega-Spiels Shenmue.